# Tacuta Hime
Tacuta-Hime (jap.: 竜田姫) je japanska božica vjetra, kiše i jeseni. 
Svake jeseni ona izrađuje živopisnu i prekrasnu tapiseriju od žutih, smeđih, grimiznih, zlatnih i narančastih niti, a potom je otpuše u komadićima, što je čini i božicom otpalog lišća. Ona, jašući na kišnom oblaku, prosipa blagotvornu kišu po žednoj zemlji nakon ljetnih žega. Ona stvara vjetar mašući svojom čarobnom lepezom na kojoj je iscrtana karta cijeloga svijeta. No, ona stvara samo blage i dobre kiše i vjetrove, dok oluje i pljuske stvara nestašni bog Susano.